# تپه دربچه
تپه دربچه مربوط به دوران‌های تاریخی پس از اسلام است و در شهرستان خدابنده، بخش سجاسرود، روستای بیجقین واقع شده و این اثر در تاریخ ۱۰ خرداد ۱۳۸۲ با شمارهٔ ثبت ۸۹۲۷ به‌عنوان یکی از آثار ملی ایران به ثبت رسیده است.